# Lutra sumatrana
La nutria de Sumatra o nutria de nariz peluda (Lutra sumatrana) es una especie de mamífero carnívoro de la familia Mustelidae, una de las dos pertenecientes al género Lutra. Hasta 1998, se creía extinta. Sin embargo, desde entonces se han descubierto algunas poblaciones pequeñas. 

## Distribución
Habita en el sudeste de Asia: Birmania, sur de Tailandia, Camboya, sur de Vietnam y la península de Malasia. Incluye a Sumatra y Borneo. Pocos individuos sobreviven en Vietnam, sudeste de Tailandia, Sumatra y Camboya, siendo amenazados por la caza furtiva.

## Características
Pesa de 5 a 5,9 kg y mide entre 51 y 84 cm, con una longitud de la cola de 36 a 51 cm. Es la menos conocida de las nutrias que habitan en Asia y la más difícil de identificar en su medio. También se le llama nutria de nariz peluda por la presencia de pelo en su rinario. En mayoría de los aspectos es similar a la nutria europea Lutra lutra. Su pelaje es por completo de color marrón, excepto los labios, barbilla y la parte superior del cuello, el pelaje es más bien áspero, pero corto. La cola es aplanada y tiene forma oval en la sección trasversal. Los dígitos de los pies están por completo palmeados entre sí y las garras son prominentes. El pene del macho adulto no es observable externamente. Los llamados son una especie de chirrido de una sola sílaba; las hembras adultas llaman a sus cachorros con un paloteo en Staccato. Las nutrias adultas son muy similares entre sí y puede ser identificadas sólo después de una inspección detallada de la nariz, el pelaje o el cráneo. En esta especie, el cráneo es más aplanado que en la nutria lisa Lutrogale perspicillata y sus dientes son más pequeños.

## Ecología y hábitat
La nutria de Sumatra se le encuentra en áreas costeras y en el lecho de los grandes ríos; puede verse sola o en grupos de mayores a cuatro individuos. Su dieta está constituida por peces y crustáceos. La unión del macho y la hembra puede limitarse solo al periodo de apareamiento.

## Avistamientos
Actualmente se cree que viven principalmente en dos reservas naturales de Vietnam, al sur de Tailandia, y en Sumatra. Fue redescubierta en 2005. También fue redescubierta en Camboya.
En 2008, se recibió una nutria de Sumatra en donación procedente de Tonle Sap en Camboya. Sin embargo, la nutria que había sido agredida con frecuencia durante su cautiverio, murió de causas desconocidas en febrero de 2010. En julio de 2010 se rescató otra nutria del cautiverio y se espera que haga parte de un programa futuro de reproducción en cautiverio. 
Otro reporte de la especie fue el avistamiento de dos individuos en el Parque nacional U Minh Ha en Vietnam.
Después de asumir su desaparición por espacio de 100 años, en el estado de Sabah, Malasia, la nutria fue redescubierta usando una cámara trampa en 2010.

## Conservación y amenazas
En 2008, la especie se clasificó como especie en peligro de extinción EN en la Lista Roja de la UICN, debido a que se sospecha una declinación de la población en un 50% durante las tres últimas generaciones, debido a la caza furtiva, polución, capturas accidentales y sobrepesca, En Camboya se ha detectado caza furtiva en inmediaciones al lago Tonle Sap y en Vietnam se caza ilegalmente para carne y uso medicinal.